# لوبیا قرمز
لوبیا قرمز یک از انواع مرسوم لوبیا است. به جهت شباهت ظاهری آن در شکل و رنگ به کلیه، این لوبیا به نام لوبیا کلیوی (به انگلیسی: Kidney bean) نامگذاری شده است. لوبیا قرمز می‌تواند با لوبیاهای دیگری که به این رنگ هستند، از جمله لوبیای آزوکی اشتباه گرفته شود.

## فواید
لوبیا قرمز از نظر طب قدیم ایران گرم و تر است و لوبیای سفید معتدل است
1. ادرارآور است و حجم ادرار را زیاد می‌کند
2. درمان‌کننده بیماری‌های دستگاه ادراری است
3. سنگ کلیه را برطرف می‌کند
4. سینه و ریه را نرم می‌کند
5. آب را از بدن خارج می‌سازد
6. نیروی جنسی را تحریک می‌کند
7. قاعده‌آور است
8. کلسترول خون را پایین می‌آورد
9. ضد سرطان است
10. برای رفع بیماری‌های قلبی مفید است
11. به دلیل داشتن مقدار زیادی الیاف رودهها را تمیز می‌کند
12. فشار خون را پائین می‌آورد
13. یبوست را برطرف می‌کند
14. در استعمال خارجی در لوبیا را خمیر کرده و روی زخم‌های اگزما بگذارید تا آن‌ها را التیام دهد.[۲][۳][۴]

## طرز استفاده
- جوشانده: مقدار ۳۰ گرم لوبیای خشک را در یک لیتر آب جوش ریخته و بگذارید ده دقیقه بجوشد سپس آن را صاف کرده و یک فنجان قبل از هر غذا بنوشید
- لوبیای پخته: لوبیا را در آب ریخته و بجوشانید تا کاملاً پخته و نرم شود و به مقدار یک فنجان در روز بخورید برای جلوگیری از نفخ معده می‌توان لوبیا را با خردل، زیتون و آبلیمو مصرف کرد.
- سوپ لوبیا: از نظر داشتن مواد پروتئینی و الیاف بسیار مفید است. سوپ لوبیا را با جعفری و گشنیز و هویج بپزید.[۵]

## خطرات
لوبیای قرمز و سفید حاوی غلظت بالایی از ماده‌ای سمی به نام فیتوهماگلوتین است. چنانچه لوبیای قرمز قبل از مصرف پخته نشود و به صورت خام مصرف گردد با توجه به مقدار مصرف می‌تواند کشنده باشد. این ماده همچنین به مقدار کمتر در لوبیای سبز و انواع دیگر لوبیا نیز یافت می‌گردد. جهت دفع این سم، ابتدا بایستی لوبیا را به مدت ۵ ساعت در آب قرار داد تا خیس بخورد. سپس آب را دور ریخته و لوبیا را در آب تازه در دمای ۱۰۰ درجهٔ سانتی‌گراد به مدت ۳۰ دقیقه جوشاند. به این ترتیب غلطت این مادهٔ سمی به حد استاندارد و بی‌خطر کاهش میابد.